# IFK Örby
IFK Örby är en IFK-förening och fotbollsförening från Örby i Kinna i Marks kommun i Västergötland, bildad 1944. Föreningen har såväl damlag (2022 i division I), herrlag (2022 i division IV), utvecklingslag samt flick- och pojklag.
Herrlaget spelade sex säsonger i gamla division III, på den tiden serien utgjorde den tredje högsta serienivån (motsvarande dagens division I): 1962–1963 och 1970–1973. Under samtliga säsonger utom 1963 spelade Örby division III-derbyn mot Kinna IF. Laget spelade senast i division III (som numera utgör den femte högsta serienivån) säsongen 2008.
Även damlaget har som bäst spelat i den tredje högsta divisionen, division I. Laget har fram till och med säsongen 2022 gjort nio division I-säsonger, 2013–2017 och 2019–2022. Damlaget deltog i seriespel för första gången 1968, låg nere 1970–1999 och är ånyo aktivt sedan säsongen 2000.